# Anno von Heimburg
Anno von Heimburg (* unbekannt; † nach 1170) war ein deutscher Ministeriale und Vogt von Goslar.

## Leben
Anno und sein Bruder Luppold gehören zu den ältesten nachweisbaren Angehörigen des Adelsgeschlechts der Herren von Heimburg. Diese wurden mutmaßlich vom Sachsenherzog und römisch-deutschen König Lothar III. († 1137) auf der im heutigen Landkreis Harz liegenden Heimburg eingesetzt, nachdem dieser die aus Reichsbesitz stammende Burg übernommen hatte. Burg und Ministeriale gelangten nach dem Tod Lothars III. schließlich an dessen Enkel und Erben Heinrich den Löwen, der ab 1142 Herzog von Sachsen war. In dessen Umgebung ist Anno von Heimburg zwischen 1143 und 1166 mehr als 20-mal urkundlich innerhalb und auch außerhalb des Herzogtums Sachsen nachweisbar. Im Jahr 1145 war er an der Gründung des Klosters Riddagshausen durch den Ministerialen Ludolf von Dahlum beteiligt. Anno besaß im Raum Goslar Lehen Heinrichs des Löwen, so den Mühlenplatz bei der Königsbrücke und Güter am Nordberg. Von 1152 bis 1163 war Anno Vogt von Goslar. Er war zwischen 1143 und 1170 Kämmerer Heinrichs des Löwen.
Anno von Heimburg starb nach 1170 und hinterließ die Söhne Heinrich, Anno, Luppold und Erkenbert.